# Carola Schouten
Carola Schouten, née le 6 octobre 1977 à Bois-le-Duc, est une femme politique néerlandaise.
Membre de l'Union chrétienne (CU), elle est bourgmestre de Rotterdam depuis 2024. Avant cela, elle est vice-Première ministre des Pays-Bas (2017-2024) et ministre de la Lutte contre la pauvreté, de la Participation et des Retraites (2022-2024).

## Biographie

### Jeunesse et études
Carola Schouten passe son enfance dans une ferme à Waardhuizen, près de Giessen, dans le Pays de Heusden et d'Altena, dans le nord-ouest de la province de Brabant-Septentrional. Elle étudie les sciences de gestion à l'université Érasme de Rotterdam, avant de travailler pour le ministère des Affaires sociales et de l'Emploi de 2000 à 2006, puis pour le groupe parlementaire de l'Union chrétienne à la Seconde Chambre des États généraux.

### Engagement politique
En 2011, elle entre en tant que représentante à la Seconde Chambre, remplaçant le chef démissionnaire du parti, André Rouvoet. En effet, alors qu'elle est placée sixième sur la liste aux élections législatives de 2010, le parti remporte cinq sièges. Elle est réélue en 2012 et 2017.
À la suite de l'impossibilité constatée de former un cabinet de coalition avec la Gauche verte (GL) en 2017, le Premier ministre Mark Rutte se tourne vers l'Union chrétienne. Bien que le parti ne dispose que de cinq mandats parlementaires, il s'agit d'une majorité aux côtés du Parti populaire pour la liberté et la démocratie (VVD), de l'Appel chrétien-démocrate (CDA) et des Démocrates 66 (D66). Le 26 octobre 2017, Carola Schouten est de ce fait nommée vice-Première ministre et ministre de l'Agriculture, de la Nature et de la Qualité alimentaire dans le cabinet Rutte III. Cette fonction existe jusqu'en 2010, lorsque Maxime Verhagen succède à Maria van der Hoeven et Gerda Verburg, devenant ministre des Affaires économiques, de l'Agriculture et de l'Innovation. En 2012, Henk Kamp devient ministre des Affaires économiques, supervisant également la politique agricole.
En tant que ministre de l'Agriculture, de la Nature et de la Qualité alimentaire, Carola Schouten doit faire face aux manifestations d'agriculteurs en 2019 et 2020. En 2021, elle annonce que le roi Guillaume-Alexandre devra, à partir du 1er janvier 2022, maintenir ouvert au moins 51 semaines par an le domaine royal Het Loo s'il souhaite conserver les subventions publiques pour l'entretien du domaine. Jusque-là, le domaine était fermé au public en saison de chasse pour l'usage du roi.
Le 10 janvier 2022, elle est nommée ministre de la Lutte contre la pauvreté, de la Participation et des Retraites, un poste de ministre sans portefeuille au sein du ministère des Affaires sociales et de l'Emploi, dans le cabinet Rutte IV. Elle conserve le titre de troisième vice-Première ministre.

### Vie privée
Carola Schouten n'est pas mariée et a un fils. Habitant à Rotterdam, elle est membre des Églises réformées libres.